# Toni Polster
Anton "Toni" Polster, född 1964 i Wien i Österrike, är en österrikisk tidigare anfallare i fotboll.
Han var en populär anfallare med sina mest framgångsrika år i Spanien och Tyskland. Polster kom fram i början av 1980-talet och utvecklades till en av Österrikes bästa anfallare. Polster vann ligan och blev firad skyttekung. En karriär i Spanien följde där Polster fick nya framgångar. 1993 gick Polster till FC Köln. I Bundesliga blev Polster en verklig profil. När FC Köln åkte ur 1998 gick Polster till Borussia Mönchengladbach innan han via en kort sejour hemma i Österrike slutade år 2000. Toni Polster är rekordmålskytt i det österrikiska landslaget med 47 fullträffar.

## Meriter
- 98 A-landskamper/47 mål för Österrike
- VM i fotboll: 1990, 1998